# Giuseppe Firrao (1736–1830)
Giuseppe Firrao (ur. 20 lipca 1736 w Fagnano Olona, zm. 24 stycznia 1830 w Neapolu) – włoski kardynał.

## Życiorys
Urodził się w 20 lipca 1736 roku w Fagnano Olona, jako syn Piera Marii Firrao i Livii Grillo di Agapito (jego bratem był Tommaso Ferrao, wicekról Sycylii). Studiował na La Sapienzy, gdzie uzyskał doktorat utroque iure. Następnie został referendarzem Najwyższego Trybunału Sygnatury Apostolskiej i relatorem Fabryki Świętego Piotra. W 1761 roku został wicelegatem w Romandioli, a w 1781 – dziekanem Świętej Konsulty. 25 lutego 1782 roku został wybrany tytularnym arcybiskupem Petry, a 10 marca przyjął święcenia diakonatu. Sześć dni później został wyświęcony na prezbitera, a 31 marca przyjął sakrę. 11 kwietnia został mianowany nuncjuszem apostolskim w Wenecji i pełnił tę rolę do 1795 roku, kiedy to został sekretarzem Kongregacji ds. Biskupów i Zakonników. 23 lutego 1801 roku został kreowany kardynałem prezbiterem i otrzymał kościół tytularny Sant’Eusebio. Zmarł 24 stycznia 1830 roku w Neapolu.